# NGC 3813
NGC 3813 је спирална галаксија у сазвежђу Велики медвед која се налази на NGC листи објеката дубоког неба.
Деклинација објекта је + 36° 32' 48" а ректасцензија 11h 41m 18,5s. Привидна величина (магнитуда) објекта NGC 3813 износи 11,5 а фотографска магнитуда 12,3. Налази се на удаљености од 26,011 милиона парсека од Сунца. NGC 3813 је још познат и под ознакама UGC 6651, MCG 6-26-19, CGCG 186-24, PGC 36266.